# Teodoro Doranita
Teodoro Doranita (en griego: Θεόδωρος Δωρανίτης) (siglo XIV – julio de 1352) fue un importante miembro de la familia aristocrática de los Doranitas de Trebisonda. Sus actividades están estrechamente relacionadas con el conflicto interno que atormentaron el Imperio de Trebisonda en el siglo XIV. También se le conoció como «Pileles».
Teodoro era hermano del protovestiario Constantino Doranita. En 1349/50, alcanzó el cargo de estratopedarca, y junto a su yerno fue encarcelado por su postura rebelde contra Alejos III Megas Komneno. Una vez liberado fue nombrado protovestiario en enero de 1351, pero de nuevo fue arrestado y encarcelado en el mes de mayo por rebelde. Finalmente fue ejecutado por estrangulamiento, junto con su hijo y su yerno en julio de 1352.